# Antón Martín de Don Benito y Yupanqui
Antón Martín de Don Benito y Yupanqui (Lima, Virreinato del Perú, 1545 - Concepción de Buena Esperanza, gobernación del Río de la Plata y del Paraguay, ca. 1614) era un militar y encomendero español de origen luso-hispano-inca que fue conquistador del Perú, de Chile y del Tucumán, y se convirtió en vecino fundador de la ciudad de Talavera de Esteco en 1567, asistió a la fundación de Corrientes en 1588 y fue poblador de Concepción del Bermejo desde 1608.

## Biografía

### Origen familiar y primeros años
Antón Martín de Don Benito y Yupanqui había nacido en el año 1545 en la ciudad de Lima, capital del nuevo Virreinato del Perú, siendo hijo de la princesa incaica Isabel Yupanqui y del capitán Alonso Martín de Don Benito que fue alcalde de primer voto de Lima en 1541.
Sus tíos eran por el lado paterno el marqués Francisco Pizarro, gobernador de Nueva Castilla, y su amante y concuñada, la princesa inca Inés Huaylas Yupanqui, quien lo era por la vía materna.
Era nieto paterno del labrador español Francisco Martín de Don Benito (n. Don Benito de Extremadura, Corona castellana, ca. 1443) y de su esposa Francisca González Mateos (n. ca. 1450), la cual al haber sido amante de Gonzalo Pizarro Rodríguez de Aguilar, había tenido además a dos hijos naturales.
Por lo tanto Antón era nieto materno del emperador inca Huayna Cápac (ca.1467-1527) y de su esposa Mama Cusirimay.

### Conquistador de la Sudamérica española

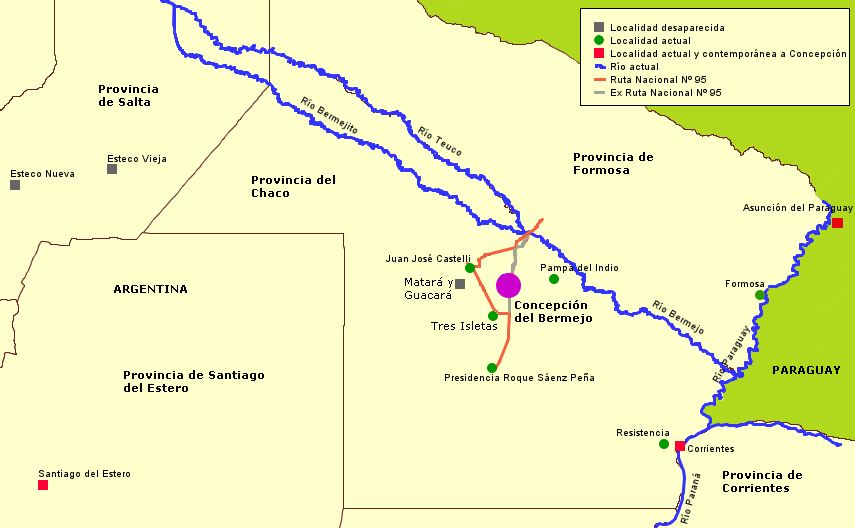
La jurisdicción de la gobernación del Tucumán desde 1586, con la tenencia de gobierno de Esteco de la zona occidental de la Región chaqueña o Chaco salteño y su nueva ciudad de Nuestra Señora de Talavera de Madrid de Esteco o simplemente Esteco Nueva desde 1609, con su primigenia ubicación a 80 km pero devenida en la estancia Esteco Vieja y rancheríos de Culicas-Yatasto, y más al sur, con otra tenencia de gobierno con su sede en Santiago del Estero. En la jurisdicción de la gobernación del Río de la Plata y del Paraguay se creó en el Chaco Austral una nueva tenencia de gobierno en donde se erigió la ciudad de Concepción del Bermejo (1586-1632), con sus encomiendas Matará-Guacará (1584-1631) —de la gobernación del Tucumán de 1584 a 1586— y a orillas del río Paraná de la Mesopotamia argentina, se erigió una nueva tenencia de gobierno rioplatense con la nueva ciudad de Corrientes en 1588 (en un mapa actual).

Al ser un mestizo íbero-inca, sería de los primeros que continuó con la conquista del Perú y participó con la de Chile y del Tucumán.
Como tal y en la jurisdicción de esta última gobernación, fue un vecino fundador junto al gobernador Diego Pacheco de la ciudad de Nuestra Señora de Talavera de Esteco el 15 de agosto de 1567, en la que era entonces la ribera oriental del río Salado.
Dicha nueva ciudad se oficializó con acta de fundación sobre un poblado preexistente que llamaron Cáceres y que había sido erigido irregulamente por los amotinados contra Francisco de Aguirre en 1566, siendo estos Jerónimo de Holguín, Diego de Heredia y Juan de Berzocana.
Posteriormente se convirtió en encomendero de la otra mitad de Guacará desde 1584 en la región del Chaco Central y posiblemente en la vecina gobernación del Río de la Plata y del Paraguay Antón haya participado en la fundación de Corrientes en el año 1588.
Inicialmente dicha encomienda de Guacará había quedado bajo la gobernación del Tucumán pero al erigir Alonso de Vera y Aragón y Calderón la nueva y cercana ciudad de Concepción del Bermejo el 14 de abril de 1585, Guacará fue anexada a la jurisdicción de la gobernación rioplatense, por lo que Antón de Don Benito terminó por avecindarse con su familia en la misma en el año 1608.

### Fallecimiento
Antón Martín de Don Benito y Yupanqui finalmente fallecería en la ciudad de Concepción del Bermejo hacia 1614.

## Matrimonio y descendencia
El conquistador mestizo íbero-inca Antón Martín de Don Benito y Yupanqui se había unido en matrimonio con Ana de Valenzuela (n. Lima, Virreinato del Perú, ca. 1560). Fruto de este enlace nació por lo menos una hija:
- Ana de Valenzuela Bohorques[1][2][7][10][11] (n. Talavera de Esteco,[1] ca. 1585) que se unió en matrimonio en Nuestra Señora de Talavera de Esteco hacia el año 1606[1] con el capitán Gaspar de Sequeira, alcalde de primer voto de Concepción de Buena Esperanza hacia 1611. Fueron padres, entre otros, del capitán Antón Martín de Don Benito y Díaz Moreno, alcalde de primer voto en 1651 y en 1657, encomendero de Santa Ana de los Guácaras desde 1665 y nuevamente alcalde en 1671 y en 1675, y del capitán Juan Díaz Moreno de Cerqueyra y Don Benito, alcalde de hermandad de Corrientes en 1647,[12] alcalde de segundo voto en 1657 y de primer voto en 1665.[12]